# Cámara de Comercio de Cúcuta
La Cámara de Comercio de Cúcuta es una entidad privada sin ánimo de lucro del gremio de comerciantes que ejercen una acción pública en el registro mercantil adscrita al Ministerio de Industria, Comercio y Turismo cuya jurisdicción es la ciudad de Cúcuta y su área metropolitana.

## Funciones
De acuerdo con la ley sus funciones son:
- Sirve de mediador entre el Gobierno y los comerciantes.
- Llevan el registro mercantil.
- Recopilan las costumbres mercantiles de su jurisdicción.
- Sirven de mediador cuando los particulares se lo solicitan.